# عيسى بن عبد الرحمن الحمادي
عيسى بن عبد الرحمن الحمادي ، وزير شئون الإعلام السابق البحريني.
عُين السيد عيسى بن عبد الرحمن الحمادي، وزيراً لشئون الإعلام، وذلك في التشكيل الوزاري الجديد 2014.

## المؤهلات العلمية
حاصل على شهادة الماجستير في إدارة الأعمال والتسويق من المملكة المتحدة.

## الخبرة العملية
يمتلك سعادة السيد عيسى بن عبد الرحمن الحمادي وزير شئون الإعلام السابق 25 عاماً من الخبرة في مجال التسويق والإعلام والعلاقات العامة وتكنولوجيا المعلومات والاتصالات.
وكان قد شغل مؤخراً منصب مستشار إعلامي في مكتب صاحب السمو الملكي النائب الأول لرئيس مجلس الوزراء، ومدير تنفيذي للاتصال والشئون السياسية في ديوان ولي العهد، كما شغل منصب مدير تنفيذي بمجلس التنمية الاقتصادية، ورئيساً للمركز الإعلامي والمتحدث رسمي لحوار التوافق الوطني في عامي 2011 و2013، كما شغل عدة مناصب بالإدارة التنفيذية لمجموعة بتلكو وهيئة الحكومة الإلكترونية.
له دور كبير في العديد من المؤسسات والجمعيات كعضو مؤسس وفاعل فيها حيث كان عضواً في مجلس إدارة هيئة تنظيم الاتصالات والمجلس الأعلى للسياحة، وعضواً سابقاً في اللجنة الفنية لتقنية المعلومات والاتصالات المسئولة عن قيادة برنامج الحكومة الالكترونية في المملكة، وعضواً مؤسساً لجمعية البحرين للإنترنت. إلى جانب عضويته السابقة في مجلس إدارة النادي الأهلي الرياضي.
يتمتع سعادة السيد عيسى بن عبد الرحمن الحمادي بحضور إعلامي مكثف ومتنوع حيث قام بإعداد وتقديم العديد من البرامج التلفزيونية والإذاعية لصالح هيئة الإذاعة والتلفزيون. إلى جانب تقديمه للورش التدريبية والندوات في الإعلام بمجالاته المختلفة للمهتمين بالمجال.

## وصلات خارجية
- وزارة شئون الإعلام
- حكومة البحرين الالكترونية